# Dunes (Tarn-et-Garonne)
Dunes é uma comuna francesa na região administrativa de Occitânia, no departamento de Tarn-et-Garonne. Estende-se por uma área de 23,19 km². Em 2010 a comuna tinha 1 226 habitantes (densidade: 52,9 hab./km²).